# Miguel Valdivieso
Miguel Valdivieso Belmás (Cartagena, 1893 - Madrid, 1966) fue un poeta español perteneciente a la generación del 27.

## Biografía
Funcionario de Correos, entre 1920 y 1939 residió en Murcia, donde estuvo relacionado con el grupo de la revista Verso y Prosa. Tras la Guerra Civil, sufrió la habitual depuración. La posguerra la pasó en Tarancón y Cuenca. En esta última ciudad, a la que llega en 1949, funda la revista El Molino de Papel. Su obra completa, publicada póstumamente, consta de cinco libros: Destrucción de la luz, Sino a quien conmigo va, Números cantan, Los alrededores y Formas de la luz.
Buen lector de los clásicos, a los que homenajea a menudo, su mayor influencia es la de Jorge Guillén, prologuista de la edición póstuma:

Con su propio bagaje espiritual se asocia Valdivieso -desde su retiro- a la generación que, además, cronológicamente le correspondía. Entonces y después leyó Cántico. Y más tarde, Clamor. La compañía de aquel libro contribuye a establecer la propia personalidad, y aquella influencia fue asimilada y superada. Acorde a su época, buscó siempre la concisión sin extremar la elipsis. Si cultivó la imagen con agilidad, no fue nunca número de circo mitológico. Su interés apasionado por la realidad inmediata le pone en relación con los escritores de los tristes decenios. Y a su cabeza, el genial Miguel Hernández [...]. Es natural que Valdivieso hubiese pensado en pedir un prólogo al poeta Ángel Crespo, con tanto sentido de la tierra y las cosas.

De Jorge Guillén toma un gran amor a la precisión expresiva y a la forma cerrada, pero carece de su prosaísmo y de su tentación hacia lo abstracto.

## Obra poética
- Obra completa (prólogo de Jorge Guillén), Carboneras de Guadazaón: El Toro de Barro, 1968.